# Osbornellus cibus
Osbornellus cibus är en insektsart som beskrevs av Delong och Martinson 1976. Osbornellus cibus ingår i släktet Osbornellus och familjen dvärgstritar. Inga underarter finns listade i Catalogue of Life.